# Ierse hockeyploeg (vrouwen)
De Ierse hockeyploeg voor vrouwen is de nationale ploeg die Ierland en Noord-Ierland vertegenwoordigt tijdens interlands in het hockey.

## Erelijst Ierse hockeyploeg
| Jaar | Champions Trophy | Europees kampioenschap     | Olympische Spelen | Wereldkampioenschap               | Hockey World League Hockey Pro League |
| ---- | ---------------- | -------------------------- | ----------------- | --------------------------------- | ------------------------------------- |
| 1971 |                  |                            |                   | 12e IFWHA WK 1971 Auckland        |                                       |
| 1972 |                  |                            |                   | geen deelname                     |                                       |
| 1974 |                  |                            |                   | geen deelname                     |                                       |
| 1975 |                  |                            |                   | 7e IFWHA WK 1975 Edinburgh        |                                       |
| 1976 |                  |                            |                   | geen deelname                     |                                       |
| 1978 |                  |                            |                   | geen deelname                     |                                       |
| 1979 |                  |                            |                   | 11e IFWHA WK 1979 Vancouver       |                                       |
| 1980 |                  |                            | geen deelname     |                                   |                                       |
| 1981 |                  |                            |                   | geen deelname                     |                                       |
| 1983 |                  |                            |                   | geen deelname                     |                                       |
| 1984 |                  | 5e EK 1984 Rijsel          | geen deelname     |                                   |                                       |
| 1985 |                  |                            |                   |                                   |                                       |
| 1986 |                  |                            |                   | 12e WK 1986 Amstelveen            |                                       |
| 1987 | geen deelname    | 7e EK 1987 Londen          |                   |                                   |                                       |
| 1988 |                  |                            | geen deelname     |                                   |                                       |
| 1989 | geen deelname    |                            |                   |                                   |                                       |
| 1990 |                  |                            |                   | geen deelname                     |                                       |
| 1991 | geen deelname    | 8e EK 1991 Brussel         |                   |                                   |                                       |
| 1992 |                  |                            | geen deelname     |                                   |                                       |
| 1993 | geen deelname    |                            |                   |                                   |                                       |
| 1994 |                  |                            |                   | 11e WK 1994 Dublin                |                                       |
| 1995 | geen deelname    | 8e EK 1995 Amstelveen      |                   |                                   |                                       |
| 1996 |                  |                            | geen deelname     |                                   |                                       |
| 1997 | geen deelname    |                            |                   |                                   |                                       |
| 1998 |                  |                            |                   | geen deelname                     |                                       |
| 1999 | geen deelname    | 9e EK 1999 Keulen          |                   |                                   |                                       |
| 2000 | geen deelname    |                            | geen deelname     |                                   |                                       |
| 2001 | geen deelname    |                            |                   |                                   |                                       |
| 2002 | geen deelname    |                            |                   | 15e WK 2002 Perth                 |                                       |
| 2003 | geen deelname    | 6e EK 2003 Barcelona       |                   |                                   |                                       |
| 2004 | geen deelname    |                            | geen deelname     |                                   |                                       |
| 2005 | geen deelname    | 5e EK 2005 Dublin          |                   |                                   |                                       |
| 2006 | geen deelname    |                            |                   | geen deelname                     |                                       |
| 2007 | geen deelname    | 6e EK 2007 Manchester      |                   |                                   |                                       |
| 2008 | geen deelname    |                            | geen deelname     |                                   |                                       |
| 2009 | geen deelname    | 5e EK 2009 Amstelveen      |                   |                                   |                                       |
| 2010 | geen deelname    |                            |                   | geen deelname                     |                                       |
| 2011 | geen deelname    | 6e EK 2011 Mönchengladbach |                   |                                   |                                       |
| 2012 | geen deelname    |                            | geen deelname     |                                   |                                       |
| 2013 |                  | 7e EK 2013 Boom            |                   |                                   | 23e HWL 2012-13                       |
| 2014 | geen deelname    |                            |                   | geen deelname                     |                                       |
| 2015 |                  | geen deelname              |                   |                                   | 15e HWL 2014-15                       |
| 2016 | geen deelname    |                            | geen deelname     |                                   |                                       |
| 2017 |                  | 6e EK 2017 Amstelveen      |                   |                                   | 13e HWL 2016-17                       |
| 2018 | geen deelname    |                            |                   | WK 2018 Londen                    |                                       |
| 2019 |                  | 5e EK 2019 Antwerpen       |                   |                                   | geen deelname                         |
| 2021 |                  | 6e EK 2021 Amstelveen      | 10e OS 2020 Tokio |                                   | geen deelname                         |
| 2022 |                  |                            |                   | 11e WK 2022 / Amstelveen/Terrassa | geen deelname                         |
| 2023 |                  | 5e EK 2023 Mönchengladbach |                   |                                   | geen deelname                         |
| 2024 |                  |                            | geen deelname     |                                   | geen deelname                         |
| 2025 |                  | 8e EK 2025 Mönchengladbach |                   |                                   | geen deelname                         |

In 1975 deed een team van Groot-Brittannië en Ierland met spelers tot 23 mee aan het wereldkampioenschap. Het team werd 13e.

## Selectie
Selectie voor het Wereldkampioenschap hockey vrouwen 2018.
- Hoofdcoach Graham Shaw

| Nr.         | Naam             | Wed. | Dlpnt. | Club                 | Debuut |
| ----------- | ---------------- | ---- | ------ | -------------------- | ------ |
| Doel        |                  |      |        |                      |        |
| 1           | Grace O'Flanagan | 34   | 0      | Railway Union        | 2012   |
| 16          | Ayeisha McFerran | 73   | 0      | Louisville Cardinals | 2014   |
| Verdediging |                  |      |        |                      |        |
| 4           | Yvonne O'Byrne   | 113  | 1      | Cork Harlequins      | 20??   |
| 11          | Megans Frazer    | 128  | 0      | Mannheim             | 20??   |
| 12          | Elena Tice       | 68   | 1      | UCD Ladies           | 2016   |
| 23          | Hannah Matthews  | 108  | 0      | Loreto               | 20??   |
| 27          | Zoe Wilson       | 74   | 0      | Belfast Harlequins   | 20??   |
| Middenveld  |                  |      |        |                      |        |
| 10          | Shirley McCay    | 276  | 0      | Pegasus              | 20??   |
| 15          | Gillian Pinder   | 137  | 0      | Pembroke Wanderers   | 2011   |
| 18          | Roisin Upton     | 39   | 8      | Cork Harlequins      | 2016   |
| 20          | Chloe Watkins    | 194  | 0      | HC Bloemendaal       | 2010   |
| 21          | Lizzie Colvin    | 160  | 0      | Belfast Harlequins   | 2008   |
| 30          | Alison Meeke     | 114  | 0      | Loreto               | 20??   |
| Aanval      |                  |      |        |                      |        |
| 8           | Nicola Evans     | 163  | 0      | UHC Hamburg          | 2010   |
| 9           | Katie Mullan     | 151  | 30     | UCD Ladies           | 2012   |
| 14          | Emily Beatty     | 78   | 0      | Pembroke Wanderers   | 2013   |
| 22          | Nicola Daly      | 163  | 0      | Loreto               | 2010   |
| 26          | Anna O'Flanagan  | 168  | 65     | HC Bloemendaal       | 2010   |
| 28          | Deirdre Duke     | 103  | 15     | UCD Ladies           | 2013   |